# Parco nazionale Meščërskij
Il parco nazionale Meščërskij (in russo Национальный парк «Мещерский», Nacional'nyj park «Meščërskij») è un'area protetta della Russia che copre una vasta distesa di zone umide (paludi, torbiere, fiumi e laghi) e boschi di pini e larici nella pianura della Meščëra, una regione del bassopiano sarmatico situata nella parte settentrionale dell'oblast' di Rjazan', circa 120 km a est di Mosca. Le zone umide danno sostentamento a una ricca biodiversità vegetale e animale. Il parco nazionale Meščërskij («Мещерский») non va confuso con il parco nazionale della Meščëra («Мещёра»), situato poco più a nord del confine, nell'oblast' di Vladimir. Il parco protegge un tratto del fiume Pra, il lago Beloe («lago bianco») e le zone umide e foreste a essi associate. Circa il 54% del territorio viene sfruttato e gestito per scopi agricoli dalle comunità locali.
Il parco nazionale Meščërskij fa parte del sito Ramsar denominato Pianure alluvionali dei fiumi Oka e Pra (Ramsar ID #167), una zona umida di importanza internazionale.

## Geografia
La Meščëra è situata in un'antica valle alluvionale pianeggiante formatasi durante il periodo quaternario, quando i ghiacciai dell'Oka e del Dnepr (e il ghiacciaio di Mosca al margine nord-occidentale del parco) si ritirarono, lasciando una copertura fluvioglaciale. Il bacino idrografico del Pra comprende piccoli fiumi (compresi il Buža e il Pol'), torrenti e una catena di laghi interconnessi da canali lunga 48 km. I laghi sono poco profondi (meno di 1,1 metri durante il periodo di minima) e hanno le sponde ricoperte da paludi. I più grandi sono il Velikoe, che ha una superficie libera di 20,7 km², il Dubovoe (12,2 km²) e il Martynovo (2,46 km²). Presso la confluenza tra il Pra e l'Oka la pianura alluvionale ha un'ampiezza di 10 km.
L'altitudine del terreno del parco varia di appena 40 metri - da 80 a 120 metri. Le zone umide vengono inondate in primavera e raggiungono il livello minimo durante la stagione estiva. Come la maggior parte dei parchi nazionali della Russia, il territorio è suddiviso in zone che godono di livelli differenti di protezione. A partire dal 1995, Meščërskij viene così suddiviso:
- zona di protezione rigorosa: 201 km² (19,8%)
- zona di ripristino ecologico: 508 km² (49,3%)
- zona di attività economica tradizionale: 294 km² (28,6%)
- zona destinata a usi ricreativi e servizi ai visitatori: 27 km² (2,6%).[5]

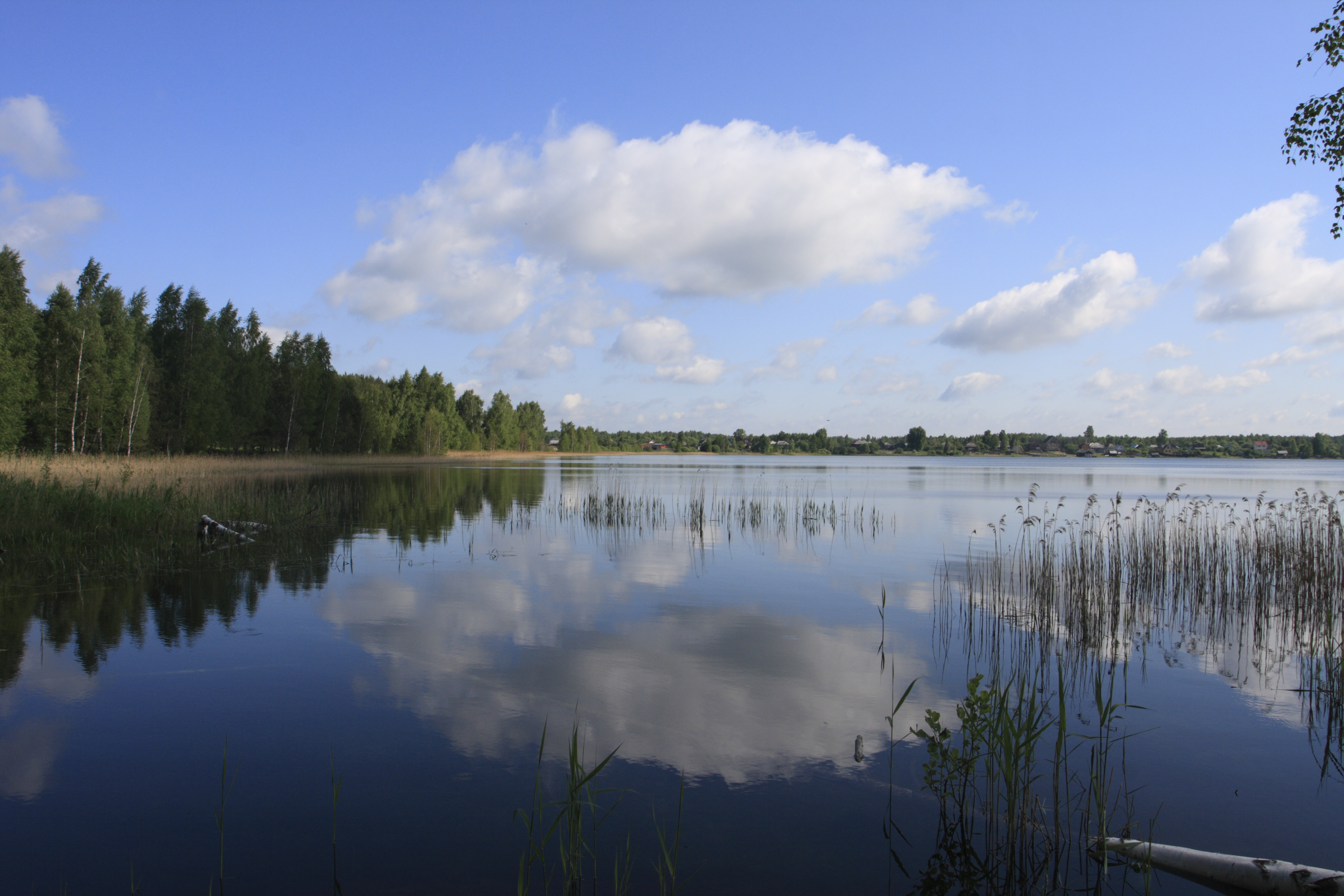
Il lago Beloe («lago bianco»), nella parte settentrionale dell'oblast' di Rjazan'
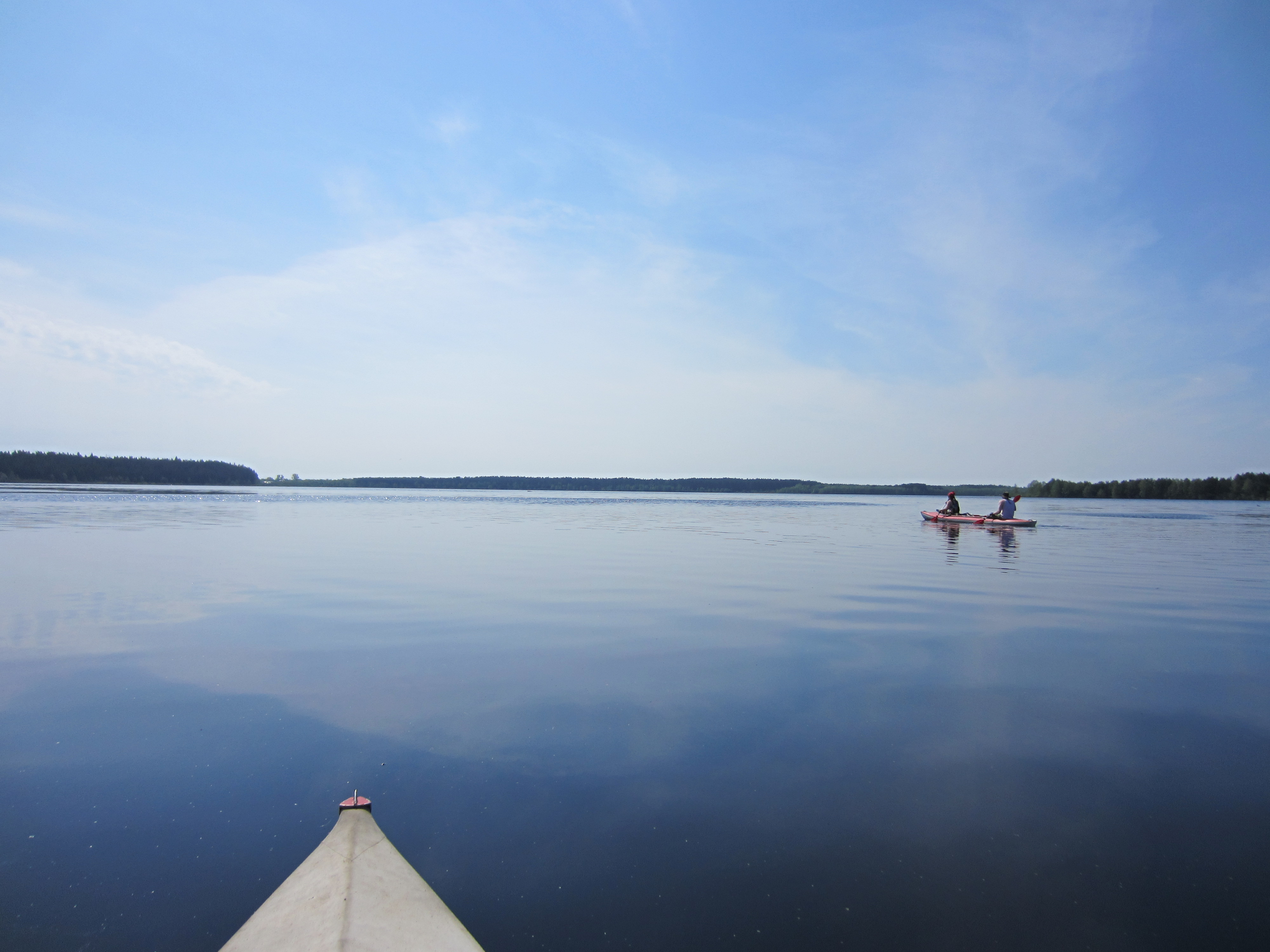
Il lago Sokorevo, lungo il fiume Pra
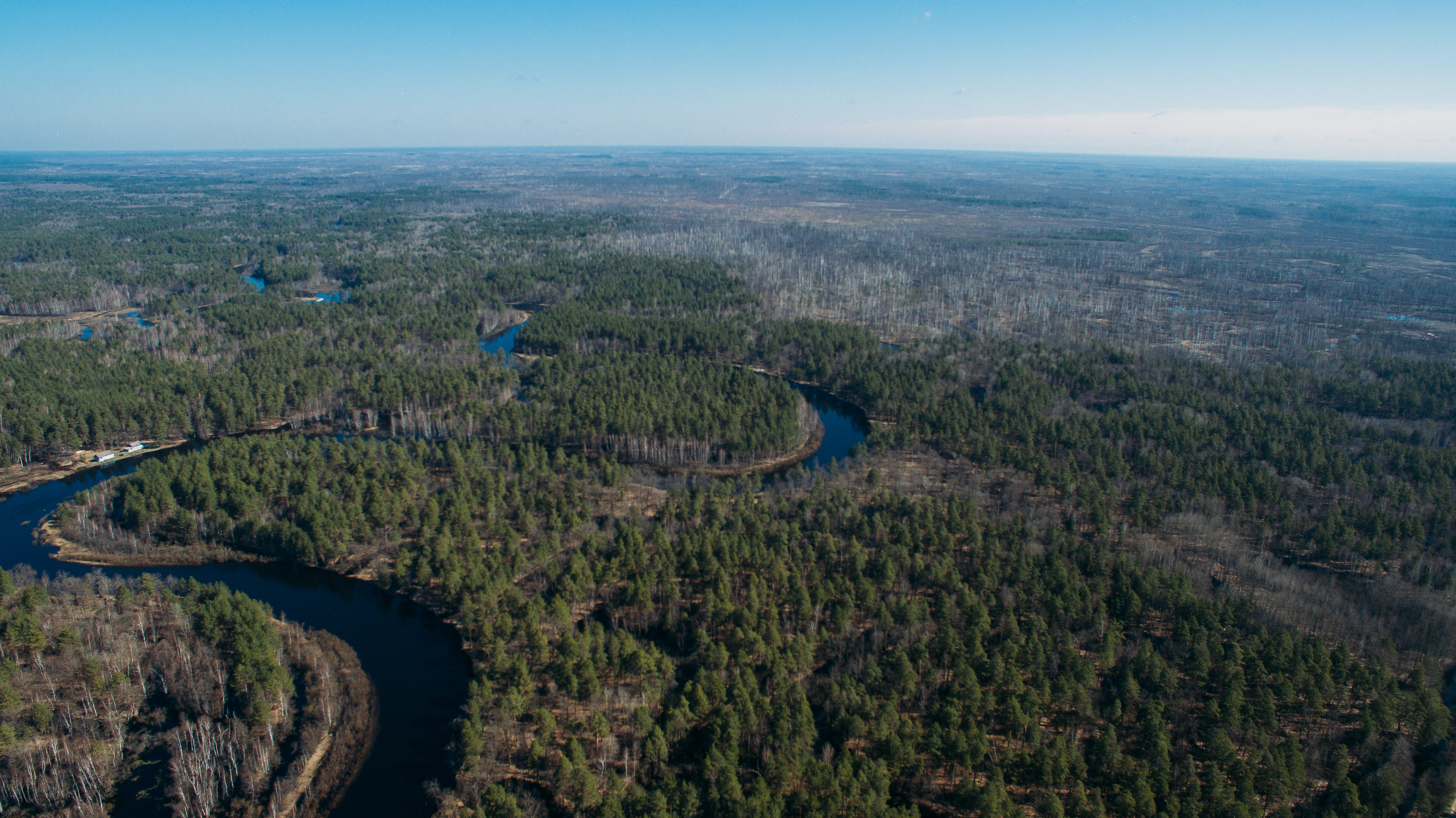
Veduta aerea di una parte del parco

## Ecoregione e clima
Il parco si trova nell'ecoregione delle foreste miste sarmatiche, una fascia di foreste miste temperate che si estende dalla Norvegia ai monti Urali. Il clima di Meščërskij è continentale umido (Dfb secondo la classificazione dei climi di Köppen), caratterizzato da quattro stagioni distinte, una forte escursione termica tra inverno ed estate, lunghi inverni ed estati brevi, calde e piovose. La temperatura media oscilla tra i -14 °C di gennaio e i 25 °C di luglio. La regione riceve in media 575 mm annui di pioggia.
| Carta climatica della città di Rjazan' | Mesi | Mesi | Mesi | Mesi | Mesi | Mesi | Mesi | Mesi | Mesi | Mesi | Mesi | Mesi | Stagioni | Stagioni | Stagioni | Stagioni | Anno |
| Carta climatica della città di Rjazan' | Gen  | Feb  | Mar  | Apr  | Mag  | Giu  | Lug  | Ago  | Set  | Ott  | Nov  | Dic  | Inv      | Pri      | Est      | Aut      | Anno |
| -------------------------------------- | ---- | ---- | ---- | ---- | ---- | ---- | ---- | ---- | ---- | ---- | ---- | ---- | -------- | -------- | -------- | -------- | ---- |
| T. max. media (°C)                     | −7   | −6   | 0    | 11   | 19   | 23   | 25   | 23   | 17   | 9    | 0    | −4   | −5,7     | 10       | 23,7     | 8,7      | 9,2  |
| T. min. media (°C)                     | −14  | −13  | −8   | 2    | 8    | 12   | 14   | 12   | 7    | 2    | −5   | −10  | −12,3    | 0,7      | 12,7     | 1,3      | 0,6  |
| Precipitazioni (mm)                    | 36   | 28   | 25   | 38   | 48   | 61   | 86   | 56   | 53   | 51   | 48   | 43   | 107      | 111      | 203      | 152      | 573  |

## Flora
Nelle zone boschive, dove il terreno è sabbioso, prevalgono i pini. Su suoli meno sabbiosi, il manto forestale è costituito da betulle, pioppi tremuli, ontani e qualche abete rosso. Dove la vegetazione originaria è stata soppiantata dai terreni agricoli, essa viene prima sostituita da prati con alte piante di carice e infine da foreste secondarie. Gli scienziati hanno identificato 866 specie di piante vascolari nel parco, delle quali 47 classificate come vulnerabili.

## Fauna
Dal momento che il parco sorge al margine meridionale della taiga, ai margini della foresta è possibile incontrare alci, cinghiali e, ultimamente, anche orsi bruni. I castori stanno crescendo rapidamente di numero nei laghi e nei canali, così come i topi muschiati. In primavera, gli uccelli migratori, in particolare oche e anatre, ma anche uccelli limicoli, giungono in gran numero nelle paludi. Molti pesci del sistema idrografico dell'Oka si spostano attraverso i laghi del parco; tra questi ricordiamo pesci persici, lucci, cavedani, abramidi, rutili e altri. Una specie vulnerabile presente nel parco è la nottola gigante.

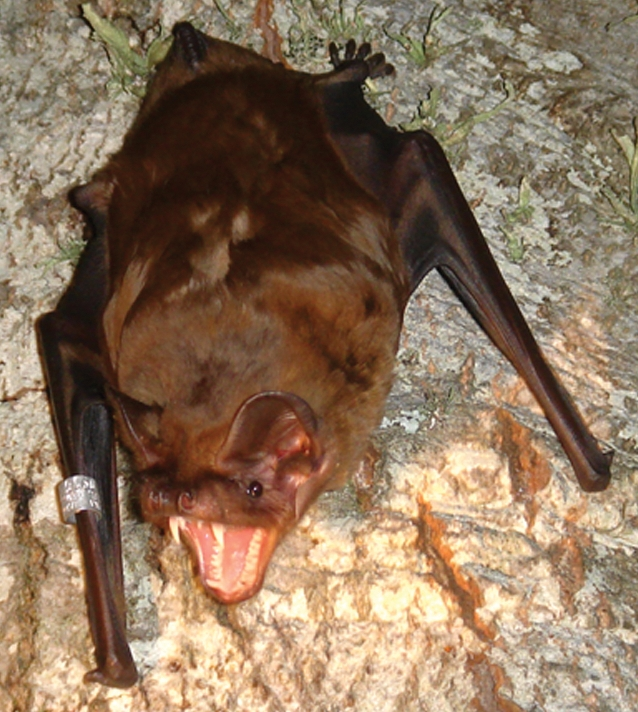
La rara nottola gigante.

## Storia
Il pittore russo Abram Archipov viveva in un villaggio vicino e ritrasse in numerose opere la vita dei contadini della zona alla fine del XIX secolo. Anche lo scrittore sovietico Konstantin Paustovskij viveva in questa zona, e parlò ampiamente dell'ambiente naturale di Meščërskij.
Gli incendi che colpiscono le foreste e le torbiere sono una minaccia ricorrente per il parco Meščërskij. Gran parte del parco è piuttosto secca durante l'estate e le zone con un substrato di torba - un combustibile naturale - bruciano con facilità. Per affrontare il problema, lo staff del parco sta cercando di incrementare la quantità d'acqua nell'area protetta e promuovendo l'utilizzo di attrezzature e tecniche antincendio moderne. Il rapporto della Russia sulle zone umide Ramsar ha stabilito nel 2015 che «il parco nazionale della Meščëra (nelle vicinanze del sito Ramsar delle Pianure alluvionali dei fiumi Oka e Pra) ha implementato un programma di ripristino a lungo termine delle torbiere dal 2003. Oltre 6000 ettari di torbiere degradate sono state nuovamente rese umide entro il 2015».

## Turismo
Il parco è una meta popolare per le attività ricreative all'aperto - trekking, ciclismo, campeggio, canottaggio, pesca, raccolta di bacche e funghi, ecc. Viene posta particolare enfasi all'educazione ecologica, con campi per bambini e festival a tema scientifico.